# 侯姓
侯姓为漢姓之一，在北宋成書的《百家姓》中排第230位，在2020年中国大陆全国姓氏中人口排第74位，據2008年統計約有300萬人口；在2018年全臺灣姓氏人數統計中則排第58位，約有5萬3千餘人口；在香港，上水侯氏是新界五大氏族之一。「侯」常被誤寫為字形相近的「候」，甚至因此在戶口登記時誤植姓氏，造成諸多侯姓人士的困擾。

## 起源

### 漢族
- 出自姬姓，晋国君主晉侯緡，為曲沃武公所滅，他的子孙出奔国外，以侯為氏。
- 出自姒姓。
- 出自史皇氏，倉帝史皇，姓侯，名岡，字頡，即倉頡，一說為侯氏始祖。[7]

### 其他民族
出自鮮卑、羯族等少數民族的改姓。

## 郡望
- 上谷郡：戰國燕時開始置郡，秦朝的時候治所在懷來東南。相當於今河北保定、易州、宣化一帶。
- 河南郡：漢高帝二年改秦三川郡置郡，治所在洛陽。此支侯氏為北魏時鮮卑族侯奴氏、古口引氏等後裔形成。

## 分佈
當代侯姓南北皆有分佈。其中以湖南、安徽、河北、辽宁等省多此姓，上述四省侯姓约占中国汉族侯姓人口的百分之48%。其次分布于广东、四川、山东、黑龙江，这四省的侯姓又集中了36%。

## 堂號
- 卻幣堂和救趙堂：這兩個堂號有一個同一的來源，戰國的時候，秦國要攻打趙國，趙國於是向信陵君求救。信陵君沒有兵符，不能指揮軍隊，於是拿著金幣去找侯贏，侯贏是一位71歲的隱士，職位是魏國大梁看門人 ，家裡很窮卻堅決不要信陵君的金幣，他給信陵君出了一計，讓如姬偷來了兵符。侯贏又介紹了自己的朋友屠夫朱亥參與用兵，信陵君得到了魏國的兵馬，打敗了秦國，救了趙國。

## 附註
1. ↑  臺灣臺中市大雅區有侯姓市民因日本統治時期戶口登記誤植姓氏為「候」，而於2011年申請恢復原姓。[5]河南省鄭州市馬莊村亦有百餘戶侯姓村民在2002年戶政系統數位化時，姓氏被誤植為候，造成生活不便。[6]

## 延伸阅读
[在维基数据编辑]
 《百家姓》
 《欽定古今圖書集成·明倫彙編·氏族典·侯姓部》，出自陈梦雷《古今圖書集成》

## 外部連結
- 侯氏在線（页面存档备份，存于），〈侯氏家族網站〉
- 風車的故鄉，〈台灣侯氏部落網站〉
- 中华侯氏网（页面存档备份，存于），〈侯氏家譜網〉
- 中国甘肃网，〈创业明星-侯军亮〉